# Lucas Kozeniesky
Lucas Kozeniesky (ur. 31 maja 1995 w Metairie, w stanie Luizjana) – amerykański strzelec sportowy specjalizujący się w karabinie pneumatycznym. Olimpijczyk z Rio de Janeiro i wicemistrz olimpijski z Tokio.

## Życiorys
Amerykanin zaczął uprawiać sport w 2009 roku. Jest praworęczny, mierzy z broni prawym okiem.

## Przebieg kariery
Pierwszy start Amerykanina w zawodach międzynarodowych miał miejsce w mistrzostwach świata, które rozegrano w Grenadzie. W ramach tych mistrzostw brał udział w konkurencji karabin pneumatyczny 50 m w trzech pozycjach, zmagania ukończył na 29. pozycji z wynikiem 1147 punktów. W 2016 reprezentował Stany Zjednoczone na letnich igrzyskach olimpijskich w Rio de Janeiro. Zawodnik startował w konkurencji karabin pneumatyczny 10 m, zmagania olimpijskie w tej konkurencji zakończył na 21. pozycji z wynikiem 622,3 punktów.
W 2019 roku na igrzyskach panamerykańskich wywalczył złoty medal w konkurencji strzelania z karabinu pneumatycznego z dystansu 10 metrów, dzięki uzyskanemu rezultatowi 248,2 punktów.
W 2021 po raz drugi reprezentował Stany Zjednoczone na letnich igrzyskach olimpijskich w Tokio. Brał on udział w indywidualnej i mieszanej rywalizacji w konkurencji karabin pneumatyczny 10 m. Zajął on odpowiednio 6. pozycję (wynik 165 pkt w finale) i 2. pozycję (wynik 13 pkt uzyskany w finale).